# Älplistock
Älplistock är en bergstopp i Schweiz.   Den ligger i kantonen Uri, i den centrala delen av landet. Toppen på Älplistock är 2 713 meter över havet.
Den högsta punkten i närheten är Hinter Schloss, 3 133 meter över havet, 3,6 km sydväst om Älplistock. Närmaste större samhälle är Erstfeld, 6,3 km öster om Älplistock. 
I omgivningarna runt Älplistock finns i huvudsak kala bergstoppar.